# Francisco Freire Allemão e Cysneiro
Francisco Freire Allemão e Cysneiro (Estat de Rio de Janeiro, 24 de juliol de 1797 – Estat de Rio de Janeiro, 11 de novembre de 1874) va ser un metge i botànic brasiler que va recollir plantes de nord-est del Brasil i per tot Rio de Janeiro.
Va ser metge de la cort reial del Brasil.

## Alguns gèneres a qui va donar nom
- Astronium urundeuva (Allemao) Engl.
- Myracrodruon urundeuva Fr. Allemão
- Acanthinophyllum strepitans Allemão (Moraceae)
- Amburana cearensis (Allemão) A.C.Sm. (Fabaceae) (sinònim Torresea cearensis Allemão)
- Andradea Allemão (Nyctaginaceae)
- Andradea floribunda Allemão
- Azeredia Arruda ex Allemão (Cochlospermaceae)
- Bumella sartarum Allemão (Sapotaceae)
- Azeredia pernambucana Allemão
- Chrysophyllum arenarium Allemão (Sapotaceae)
- Chrysophyllum cearaense Allemão
- Chrysophyllum cysneiri Allemão
- Chrysophyllum obtusifolium Allemão
- Chrysophyllum perfidum Allemão
- Chrysophyllum tomentosum Allemão
- Cordia oncocalyx Allemão (Boraginaceae)
- Dalbergia nigra Allemão ex Benth.(Fabaceae)
- Echyrospermum balthazarii Allemão ex Mart. (Fabaceae)
- Hyeronima Allemao (Euphorbiaceae)
- Hyeronima alchorneoides Allemão.
- Jussiaea fluctuans Allemão & M.Allemão (Onagraceae)
- Lucuma meruocana Allemão (Sapotaceae)
- Lucuma minutiflora Allemão
- Lucuma montana Allemão
- Luetzelburgia auriculata (Allemao) Ducke (Fabaceae)
- Manilkara elata (Allemão ex Miq.) Monach. (synonym : Mimusops elata Allemão in Mart. ex Miq.)
- Mezia navalium (Allemão) (Lauraceae) (synonyms : Mezilaurus navalium (Allemão) Taub. ex Mez; Silvia navalium Allemão)
- Mimusops triflora Allemão (Sapotaceae)
- Miscolobium nigrum (Vell.) Allemão (Fabaceae)
- Moldenhawera speciosa Allemão (Fabaceae)
- Myrocarpus Allemão
- Ophthalmoblapton macrophyllum Allemão (Euphorbiaceae)
- Pinckneya viridiflora Allemão & Saldanh (Rubiaceae) (synonym : Simira viridiflora (Allem & Saldanha) Steyerm.; Sickingia viridiflora (Allemão & Saldanha) K.Schum.)
- Pterygota brasiliensis Allemão (Sterculiaceae)
- Ribeirea Allemão (Santalaceae)
- Ribeirea calophylla Allemão
- Ribeirea calva Allemão
- Ribeirea cupulata Allemão
- Ribeirea elliptica Allemão
- Tipuana auriculata Allemão (Fabaceae)
- Vatairea heteroptera (Allemao) F.A.Iglesias
- Vazea Allemão ex Mart. (Olacaceae)
- Zollernia mocitayba Allemão ex Emygdio (Caesalpiniaceae)

La seva signatura com a botànic és:Allemão